# Salvelinus anaktuvukensis
 Salvelinus anaktuvukensis és una espècie de peix bentopelàgic i d'aigua dolça de la família dels salmònids i de l'ordre dels salmoniformes.

## Morfologia
- Els mascles poden assolir 30 cm de longitud total.
- Nombre de vèrtebres: 65-69.[3][4]

## Reproducció
Fresa a la primavera.

## Hàbitat
Viu en zones de clima polar (70°N-68°N).

## Distribució geogràfica
Es troba a Nord-amèrica: Alaska.

## Longevitat
Pot arribar a viure 9 anys.